# Acorigone
Acorigone é um gênero de aranhas da família Linyphiidae descrito em 2008.